# Грейам (округ, Канзас)
Гре́йам (англ. Graham County; стандартное обозначение GH) — округ в штате Канзас, США. Официально образован 26 февраля 1887 года. По состоянию на 2010 год, численность населения составляла 2 597 человек.

## География
По данным Бюро переписи США, общая площадь округа равняется 2 328,412 км2, из которых 2 328,412 км2 суша и 0,518 км2 или 0,030 % это водоёмы.

## Население
По данным переписи населения 2000 года в округе проживает 2 946 жителей в составе 1 263 домашних хозяйств и 847 семей. Плотность населения составляет 1,00 человек на км2. На территории округа насчитывается 1 553 жилых строений, при плотности застройки около 1,00-го строения на км2. Расовый состав населения: белые — 94,91 %, афроамериканцы — 3,22 %, коренные американцы (индейцы) — 0,34 %, азиаты — 0,27 %, гавайцы — 0,03 %, представители других рас — 0,41 %, представители двух или более рас — 0,81 %. Испаноязычные составляли 0,78 % населения независимо от расы.
В составе 27,40 % из общего числа домашних хозяйств проживают дети в возрасте до 18 лет, 59,50 % домашних хозяйств представляют собой супружеские пары проживающие вместе, 5,90 % домашних хозяйств представляют собой одиноких женщин без супруга, 32,90 % домашних хозяйств не имеют отношения к семьям, 30,10 % домашних хозяйств состоят из одного человека, 16,70 % домашних хозяйств состоят из престарелых (65 лет и старше), проживающих в одиночестве. Средний размер домашнего хозяйства составляет 2,28 человека, и средний размер семьи 2,84 человека.
Возрастной состав округа: 22,50 % моложе 18 лет, 5,30 % от 18 до 24, 23,10 % от 25 до 44, 25,40 % от 45 до 64 и 25,40 % от 65 и старше. Средний возраст жителя округа 44 лет. На каждые 100 женщин приходится 95,10 мужчин. На каждые 100 женщин старше 18 лет приходится 92,20 мужчин.
Средний доход на домохозяйство в округе составлял 31 286 USD, на семью — 38 036 USD. Среднестатистический заработок мужчины был 26 642 USD против 18 222 USD для женщины. Доход на душу населения составлял 18 050 USD. Около 8,60 % семей и 11,50 % общего населения находились ниже черты бедности, в том числе — 13,60 % молодежи (тех, кому ещё не исполнилось 18 лет) и 10,40 % тех, кому было уже больше 65 лет.